# N.E.W.S
| Оценки критиков | Оценки критиков |
| Источник        | Оценка          |
| --------------- | --------------- |
| AllMusic        | [ 1 ]           |
| City Pages      | [ 4 ]           |
| The Guardian    | [ 2 ]           |
| Jazz Times      | (благоприятно)  |
| Wilson & Alroy  | [ 6 ]           |

N.E.W.S — двадцать седьмой студийный альбом американского певца Принса, выпущенный 29 июля 2003 года на лейбле NPG Records. Диск получил разнонаправленные отзывы музыкальной критики и интернет-изданий.
В коммерческом плане альбом не был успешным (имел самый низкий тираж в карьере певца, 30 000 копий) и достиг лишь позиции № 83 в Голландии и № 93 в Германии (в американском чарте Billboard 200 не участвовал), однако был номинирован на премию Грэмми-2004 в номинации «Лучший современный инструментальный альбом».

## Об альбоме
N.E.W.S это второй инструментальный диск Принса, вышедший под его собственным именем и включающий только четыре трека по 14 минут каждый. Запись велась в студии Принса в Paisley Park Studios примерно по одному дню на каждую композицию. Первоначально диск был доступен на сайте музыканта NPG Music Club уже с 26 мая 2003 года, то есть ещё до широкой коммерческой продажи с 29 июля. Альбом получил умеренные отзывы музыкальных критиков и интернет-изданий.

## Список композиций
Все песни написаны Принсом.
1. «North» — 14:00
2. «East» — 14:00
3. «West» — 14:00
4. «South» — 14:00

## Участники записи
- Принс — гитара, Fender Rhodes, клавишные, перкуссия
- Eric Leeds — саксофон (тенор- и баритон-саксофоны)
- John Blackwell — ударные
- Renato Neto — фортепиано и синтезаторы
- Rhonda Smith — гитары

## Чарты
| Чарт (2003)                          | Высшая позиция |
| ------------------------------------ | -------------- |
| Нидерланды (Album Top 100)           | 83             |
| Германия (Offizielle Top 100)        | 93             |
| США (Billboard 200)                  | -              |
| США (Top Internet Albums, Billboard) | 8              |